# Hieracium carinthiostiriacum
Hieracium carinthiostiriacum es una especie de planta con flor del género Hieracium, de la familia Asteraceae, orden Asterales.

## Distribución
Hieracium carinthiostiriacum se distribuye por Austria.

## Taxonomía
Fue descrita científicamente por Vetter & Zahn. Fue publicada en P.F.A.Ascherson & K.O.R.Graebner, Syn. Mitteleur. Fl. 12(3): 698 (1938).